# Walker Evans
Walker Evans (3 de noviembre de 1903 - 10 de abril de 1975) fue un fotógrafo y fotoperiodista estadounidense, conocido por sus imágenes que muestran con realismo escenas rurales cotidianas de la Gran depresión de 1930. Posteriormente colaboró con otros medios de prensa, especialmente con las revistas Time y Fortune. Sus fotos destacaron por su humanidad y su realismo. Las imágenes de los aparceros en Alabama, al igual que las de Dorothea Lange se encuentran entre los iconos del mundo moderno. 
Evans encuentra la belleza en los objetos banales y cotidianos. Su objetivo como fotógrafo era producir fotografías inteligentes, autoritativas y trascendentes.

## Biografía
Evans nació en 1903 en San Luis (Misuri), en una familia de clase media: su padre era empleado en una agencia publicitaria. Pasó su juventud en varias ciudades del este de Estados Unidos, como Toledo, Chicago y Nueva York. Tras graduarse en literatura en la Phillips Academy en Andover (Massachusetts), estudió literatura francesa durante un año en el Williams College entre 1922 y 1923. A pesar de haber dejado sus estudios, continuó su interés por la literatura de tal forma que su primera ambición fue ser escritor. Por un tiempo trabajó como auxiliar nocturno en la sala de mapas de la biblioteca pública de la ciudad, hasta que su inquietud literaria le llevó a soñar con el peregrinaje obligado de todo intelectual en la década de 1920: vivir en París. En 1926 se inscribió en La Sorbona para proseguir con sus estudios en materia de literatura e idiomas, con el propósito de convertirse en escritor.
En 1928, mientras vivía en Ossining, Nueva York, se interesó por el mundo de la fotografía como medio para captar la realidad cotidiana por sus similitudes con la poesía. Se inspiraba en fotógrafos como Eugène Atget y August Sander. Utilizaba una cámara de 6x12, que sustituyó al poco tiempo por una de 15x20, con la que recorrió algunas ciudades de Estados Unidos junto al intelectual y mecenas Lincoln Kirstein. El novelista John Cheever y el poeta Hart Crane también fueron parte del grupo de artistas y escritores con quienes convivío en Nueva York. De 1927 a 1929, trabajó como oficinista en una firma comisionista de bolsa en Wall Street.
En 1930, publicó tres fotografías (Puente de Brooklyn) en el libro de poesía de su amigo Hart Crane, titulado El puente. Un año después, otro de sus amigos, Lincoln Kirstein le comisionó una serie de fotografías de casas victorianas en el área de Boston.
Evans pasó los meses de mayo y junio de 1933 en Cuba, donde llevó a cabo una serie de fotografías que sirvieron para ilustrar la obra The Crime of Cuba (El crimen de Cuba), un libro del periodista Carleton Beals en el que se denunciaba la situación de la isla durante el mandato de Gerardo Machado y Morales. Durante su tiempo en Cuba, se reunía a beber cada noche con Ernest Hemingway, con quien formó tal amistad que llegó a prestarle dinero para alargar su estancia unas semanas. A través de sus fotografías documentó la vida callejera, la presencia policial, limosneros y estibadores en condiciones deplorables y escenas costeras. También ayudó a Hemingway a adquirir fotografías de archivos periodísticos que documentaban la violencia política que después describe en su libro, Tener y no tener (1937). Antes de partir, con temor a que las autoridades Cubanas confiscaran sus fotografías por considerarlas críticas al gobierno, Evans decide dejar 46 de ellas con Hemingway. Entonces regresó a Estados Unidos, donde se publicó el libro de Beals con 31 de sus fotografías. Fue hasta el 2002 que se descubrieron y exhibieron las fotografías que había dejado con Hemingway en La Habana.

## Obra

### Durante laGran Depresión
Durante el año 1935, a mediados de la Gran Depresión, Evans realizó trabajo fotográfico para las nuevas agencias gubernamentales en Estados Unidos. Comenzó con un proyecto de dos meses en los estados de Virginia Occidental y Pensilvania para la Resettlement Administration (RA), la agencia para la reubicación de aquellos sin vivienda a comunidades planeadas por el gobierno. Continuó trabajando para la Farm Security Administration (FSA), la agencia sucesora de la RA que tenía como objetivo combatir la pobreza en las zonas rurales del país, especialmente en los estados del sur.
En el verano de 1936, aún trabajando para la agencia, él y el escritor James Agee fueron asignados al Condado de Hale en Alabama para realizar un proyecto para la revista Fortune, quien después decidió no publicarlo. En 1941, se publica el innovador libro Elogiemos ahora a hombres famosos con las fotografías de Evans y los escritos de Agee. En él, relatan su estancia con tres familias de aparceros de raza blanca en el sur de Alabama durante la Gran depresión, retratando una imagen profundamente conmovedora de la pobreza rural. El libro transmite una poética pero fría interpretación de la visión de los aparceros del sur, ricamente documentada con fotografías y textos. Críticas al libro resaltan el contraste entre la prosa de Agee que expresa enojo, angustia y sufrimiento, y las fotografías de Evans que reflejan serenidad y belleza al retratar a los campesinos.
Las tres familias, encabezadas por Bud Fields, Floyd Burroughs y Frank Tingle, vivían en la localidad de Akron, Alabama en el Condado de Hale. Los hacendados y empleadores de las familias les informaron que Evans y Agee eran "agentes soviéticos", aunque Allie Mae Burroughs, esposa de Floyd Burroghs, contó en entrevistas posteriores haber descartado tal información en aquel momento. Las fotografías de Evans convirtieron a las familias en iconos de la pobreza y la desgracia de los años de depresión. En septiembre de 2005, la revista Fortune volvió al Condado de Hale para visitar a los descendientes de las tres familias para su edición de 75 aniversario. Charles Burroughs, quien tenía cuatro años al momento de la visita de Evans y Agee, expresó estar molesto con ellos por no haberle enviado siquiera una copia del libro a su familia y por haberlos mostrado como personas ignorantes, condenas y sin posibilidad de superarse.
Evans continuó trabajando para la agencia gubernamental FSA hasta 1938, el año en que se presentó la exposición Walker Evans: American Photographs en el Museum of Modern Art (MoMA), la primera exposición monográfica sobre fotos arquitectónicas y la primera dedicada al trabajo de un solo fotógrafo. El catálogo de la exposición incluyó un ensayo de Lincoln Kirstein, con quien Evans formó una amistad a principios de su llegada a Nueva York.
Ese mismo año, Evans tomó sus primeras fotografías en el metro de Nueva York con una cámara que ocultaba en su abrigo. Se publicaron hasta 1966 en su libro, Many are Called (Muchos son llamados). En los años 1938 y 1939, Evans fue mentor de la reconocida fotógrafa Helen Levitt. 
Evans, como muchos otros fotógrafos, incluyendo a Henri Cartier-Bresson, raramente pasaba tiempo en el cuarto oscuro revelando fotografías de sus negativos, sino que solo supervisaba el proceso en la mayoría de los casos, a veces anotando indicaciones en los mismos negativos.
En 1940, obtuvo una beca de la Fundación John Simon Guggenheim.

### Obra posterior
Evans fue un dedicado lector y escritor. En 1945, se incorporó como escritor en la revista Time. Corto tiempo después, se convirtió en editor para la revista Fortune y permaneció hasta 1965. Entre 1945 y 1965, como editor de Fortune, llevó a cabo ensayos fotográficos sobre diferentes temas. Entre ellos: El metro de Nueva York, Ciudades fantasmas del oeste americano e Iglesias antiguas.  
Desde 1965 hasta su muerte, en 1975, ejerció como profesor de fotografía en la escuela de arte de la Universidad de Yale, donde logró obtener una cátedra. 
Uno de sus últimos proyectos, publicado en 1968, fue una colección de fotos en blanco y negro de un banco privado estadounidense, de los más grandes y antiguos, Brown Brothers Harriman & Co. En los años 1973 y 1974, tomó una extensa serie de fotos usando la nueva cámara del momento, la Polaroid SX-70. Su edad avanzada y su frágil salud le impedían trabajar con equipo fotográfico más elaborado. 
La primera retrospectiva definitiva de su obra se presentó en el MoMA en Nueva York a principios de 1971. Tal como expresa el comunicado de prensa emitido por el museo, individualmente sus fotografías evocan un sentido indiscutible de un cierto lugar, pero de manera colectiva evocan un sentido de lo que son los Estados Unidos. La exposición se llamó simplemente Walker Evans y la selección fue hecha por el también fotógrafo, John Szarkowski.

## Legado
Evans murió en su casa de New Haven, Connecticut en 1975 a causa de una hemorragia cerebral.
Su obra fue adquirida por el Museo Metropolitano de Arte en 1994, cuando The Estate of Walker Evans, los propietarios de su obra, entregaron sus participaciones. Todos los derechos corresponden, por lo tanto, al MET, excepto las fotos que realizó para la Resettlement Administration y la Farm Security Administration, unos 1000 negativos, que conserva la Biblioteca del Congreso. Esa parte de su obra es de dominio público. Por último, dejó todas sus posesiones a sus hijos adoptados.
En el año 2000, Evans fue reconocido como parte del St. Louis Walk of Fame (El paseo de la fama de San Luis).

## Colecciones
- Instituto de Arte de Chicago, Chicago, IL[21]
- Museo George Eastman, Rochester, NY[22]
- Museo J. Paul Getty, Los Ángeles, CA[23]
- Museo Metropolitano de Arte (MET), Nueva York, NY[24]

## Exposiciones
- 2009 - Madrid. Retrospectiva. Fundación Mapfre 15 de enero hasta el 22 de marzo de 2009[25]